# Kerry Skepple
Kerry Skepple (New Winthropes, 25 novembre 1980) è un ex calciatore antiguo-barbudano, di ruolo attaccante.